# Мамашир
Мамашир (тат. Мәмәшир) — село в Кукморском районе Республики Татарстан, административный центр Мамаширского сельского поселения.

## Географическое положение
Мамашир находится в северной части Татарстана, на реке Бурец, в 20 км к юго-западу от районного центра, города Кукмора.

## История
Из первоисточников о селе известно с 1678 года.
В сословном плане, в XVIII веке и вплоть до 1860-х годов, жителей села причисляли к государственным крестьянам.
По данным переписей, население села увеличивалось до 1818 человек в 1920 году. В последующие годы численность населения села постепенно уменьшалась и в 2017 году составила 831 человек.
В «Списке населенных мест по сведениям 1859—1873 годов», изданном в 1876 году, населённый пункт упомянут как казённая деревня Мамаширово 2-го стана Малмыжского уезда Вятской губернии. Располагалась при ключе Мамашировке, по левую сторону Елабужского почтового тракта, в 18 верстах от уездного города Малмыжа и в 25 верстах от становой квартиры в казённом селе Поляны (Вятские Поляны). В деревне, в 126 дворах жили 902 человека (445 мужчин и 457 женщин), была мечеть.
По сведениям из первоисточников, в начале XX столетия действовали две мечети и медресе. Две мечети были построены также в 1994 и 2014 годах.
Административно, до 1920 года село относилась к Малмыжскому уезду Вятской губернии, с 1930 года (с перерывом) относится к Кукморскому району Татарстана.

## Экономика и инфраструктура
В XVIII-XIX столетиях основными видами деятельности жителей села являлись земледелие, скотоводство,  ткачество, торговля, некоторые промыслы.
В 1931 г. в селе организован колхоз «Электро», с 1959 г. село входило в состав колхоза «Татарстан» (центральная усадьба в селе Маскара, с 1963 г. – в селе Кошкино), с 1979 г. – колхоза «Урняк» (село Мамашир) (с 1993 г. коллективное сельскохозяйственное предприятие «Урняк»), с 2008 г. – общества с ограниченной ответственностью «Агрофирма «Бор», с 2015 г. – общества с ограниченной ответственностью «Исток – Агро», с 2017 г. – общества с ограниченной ответственностью «Агрофирма Игенче Плюс».
В селе действуют средняя школа, детский сад, библиотека, дом культуры, фельдшерско-акушерский пункт.В 1918 г. в селе открыта начальная школа, в 1930-е гг. при ней организованы курсы по ликвидации безграмотности, в 1949 г. преобразована в семилетнию, в 1966 г. – в восьмилетнюю (в том же году построено новое здание), в 1986 г. – в среднюю (в 1999 г. построено новое здание).
При школе с 2001 г. работает краеведческий музей (основатель – Р.Х.Нигъматуллин).
В селе также действуют детский сад (с 1986 г.), в многофункциональном центре – дом культуры, библиотека (с 1936 г.), фельдшерско-акушерский пункт (с 2015 г.), 2 мечети (с 1994 г. и с 2014 г.); имеются детская (с 2016 г.) и универсальная спортивная (с 2018 г.) площадки, обустроенные родники «Мир чишмэсе» и «Болын чишмэсе».
На территории села сохранилось здание склада (конец XIX – начало XX в.), принадлежавшее зажиточному крестьянину Закиру баю.
На сельском кладбище выявлены надгробные камни XVII в. (1684 г. Мухаммеду, сыну Тиландже; 1685 г. Урсаю Суфи, сыну Бикташа Хафиза). Здесь похоронен Ибрагим бине Хузяш, преподававший в медресе с. Маскара.
В 1993 г. в селе были выявлены рукописные книги XVIII в.